# Svirneve, Holovanivsk
Svirneve (în ucraineană Свірневе) este localitatea de reședință a comunei Svirneve din raionul Holovanivsk, regiunea Kirovohrad, Ucraina.

## Demografie
Componența lingvistică a localității Svirneve
     Ucraineană (97,84%)
     Rusă (2,05%)
Conform recensământului din 2001, majoritatea populației localității Svirneve era vorbitoare de ucraineană (97,84%), existând în minoritate și vorbitori de rusă (2,05%).